# George Stubbs

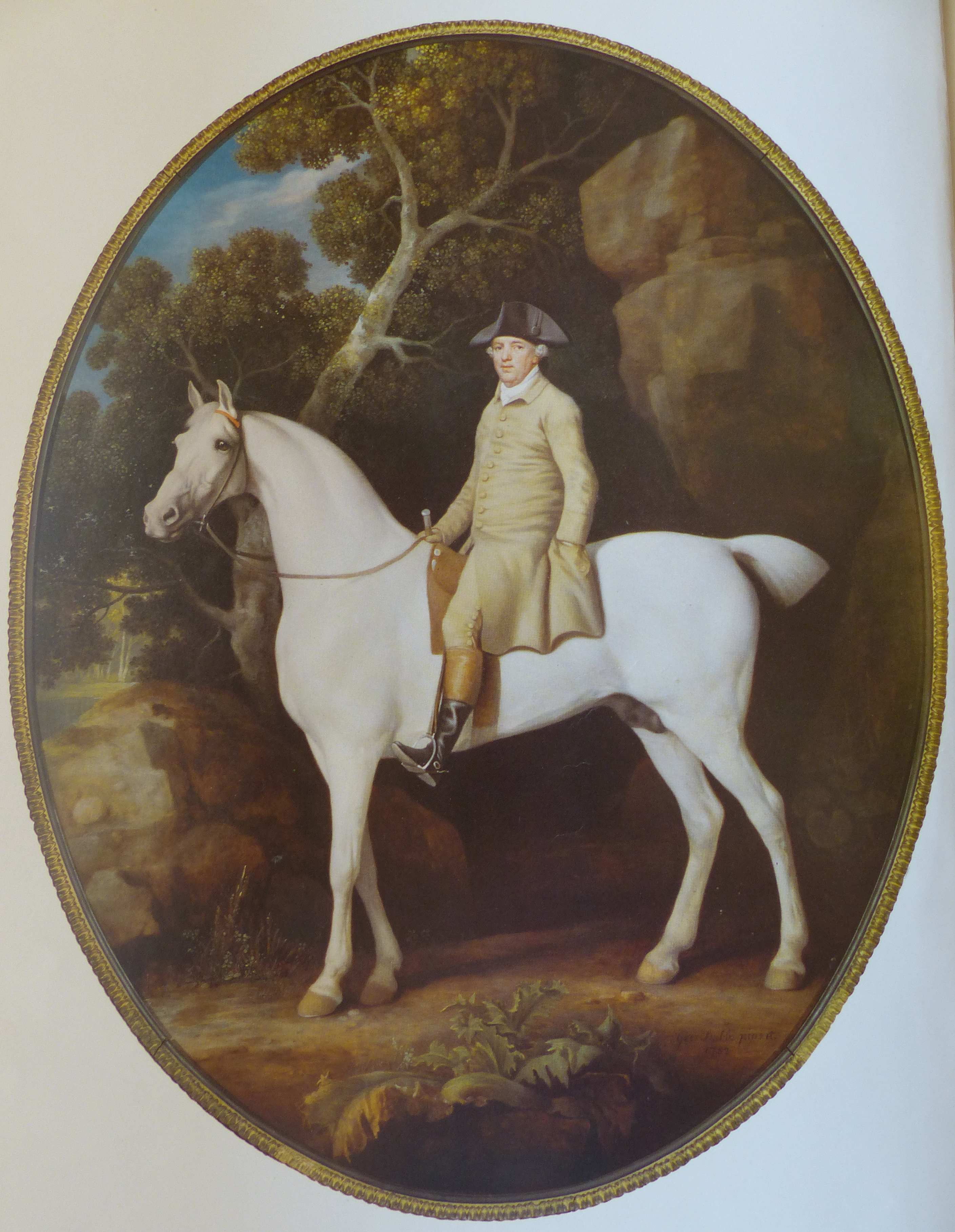
Selbstporträt von George Stubbs zu Pferd

George Stubbs RA (* 25. August 1724 in Liverpool; † 10. Juli 1806 in London) war ein englischer Maler, Kupferstecher und Anatom.
Stubbs gilt als einer der bedeutendsten europäischen Maler von Tieren und insbesondere von Pferden. Darüber hinaus war er Dozent für Anatomie der Menschen und der Tiere am Krankenhaus von York und veröffentlichte mehrere Werke zur Anatomie, darunter das Buch The Anatomy of the Horse.

## Leben und Werk
Stubbs wuchs in Liverpool als Sohn eines Ledergerbers und -händlers auf. In jungen Jahren arbeitete er im elterlichen Betrieb. Nach dem Tod seines Vaters 1741 war er kurzzeitig zur Lehre bei einem Maler und Kupferstecher in Lancashire. Ihm missfiel die Arbeit, die hauptsächlich aus dem Kopieren anderer Werke bestand. Von da an erlernte er sein Können als Autodidakt. In den 1740er Jahren arbeitete er als Portraitmaler, bevor er ab ca. 1745 bis 1751 die Anatomie des Menschen am York County Hospital studierte. 1754 unternahm er eine Reise nach Italien.

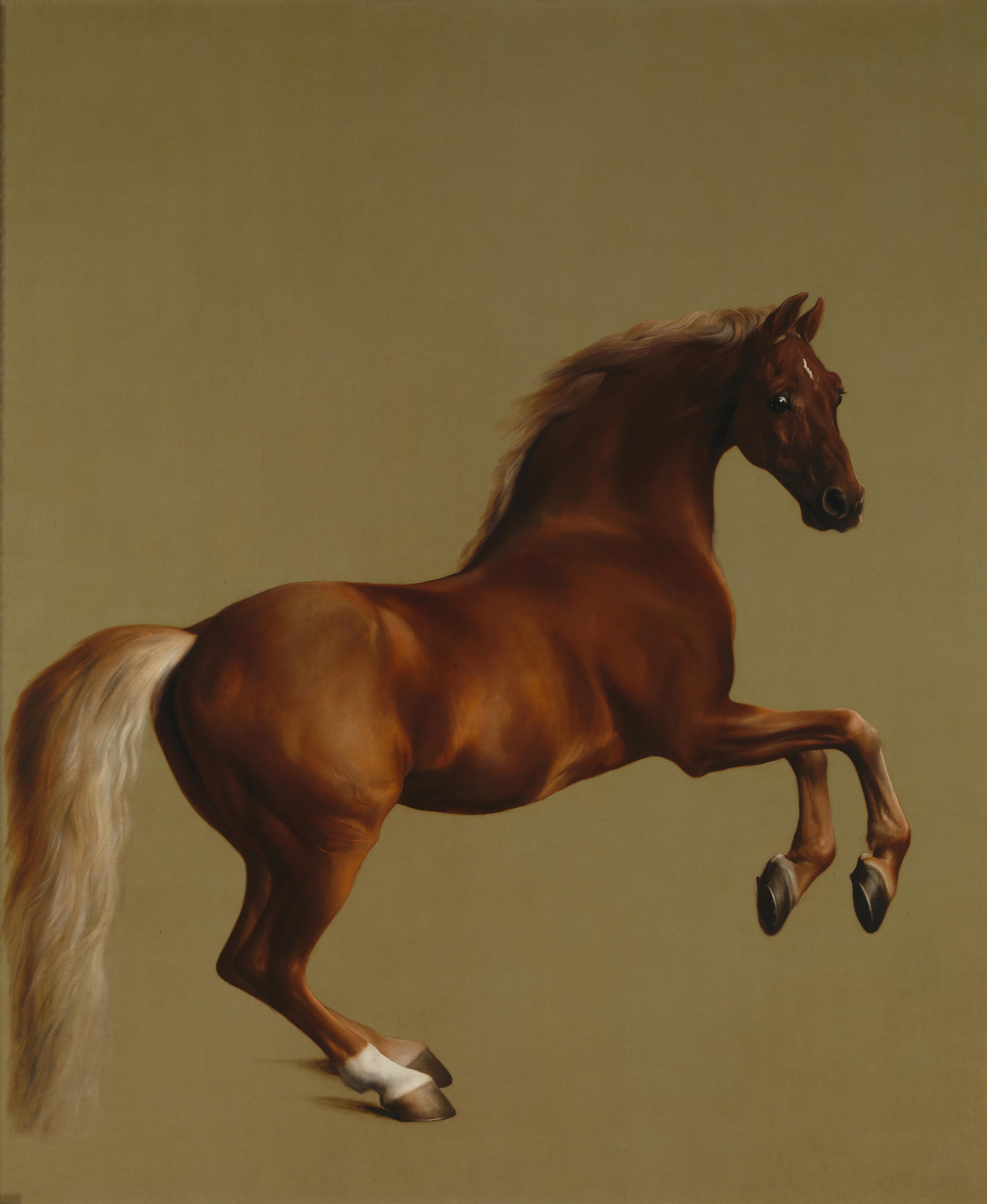
Whistlejacket von George Stubbs, ca. 1760

1756 mietete er eine Farm in Horkstow, Lincolnshire, und verbrachte längere Zeit mit dem Studium und der Sektion von Pferden. 1759 zog er nach London und arbeitete an seinem Werk The Anatomy of the Horse, das er 1766 veröffentlichte. Bereits vor der Veröffentlichung dieses Werkes fiel er durch die genaue Kenntnis und Wiedergabe der Anatomie von Tieren, insbesondere von Pferden auf. Seit seiner ersten Auftragsarbeit für den Duke of Richmond, der drei große Gemälde orderte, war das Auskommen von Stubbs gesichert. Er galt schnell als der Lieblingsmaler des Adels in seinem Bereich und kam so zu gewissem Reichtum.
Als sein bekanntestes Werk gilt Whistlejacket (Gemälde eines steigenden Pferdes), das vom zweimaligen Premierminister Charles Watson-Wentworth, 2. Marquess of Rockingham in Auftrag gegeben wurde und heute in der National Gallery in London zu besichtigen ist. Weitere Werke befinden sich u. a. in der Neuen Pinakothek oder der Walker Art Gallery.
Bei einer Auktion bei Christie’s in London im Jahr 2011 erzielte das Bild Gimcrack mit einem Reitknecht auf Newmarket Heath 48 Millionen Dollar, der höchste Preis, der je für ein Bild von George Stubbs gezahlt worden ist. Das Bild wurde von der britischen Woolavington Collection of sporting art in die Auktion gegeben, der Käufer ist unbekannt.

## Studien zur Anatomie
Stubbs, der bis zum Alter von 16 Jahren im väterlichen Gerberei- und Ledergeschäft arbeitete, war der Umgang mit Tierkadavern nicht fremd, und laut seinen eigenen Aussagen interessierte er sich schon früh für Anatomie. 1745 zog er nach York, wo er in den späten 1740er Jahren ein Studium der Anatomie am York County Hospital aufnahm und bald selbst Anatomie unterrichtete.

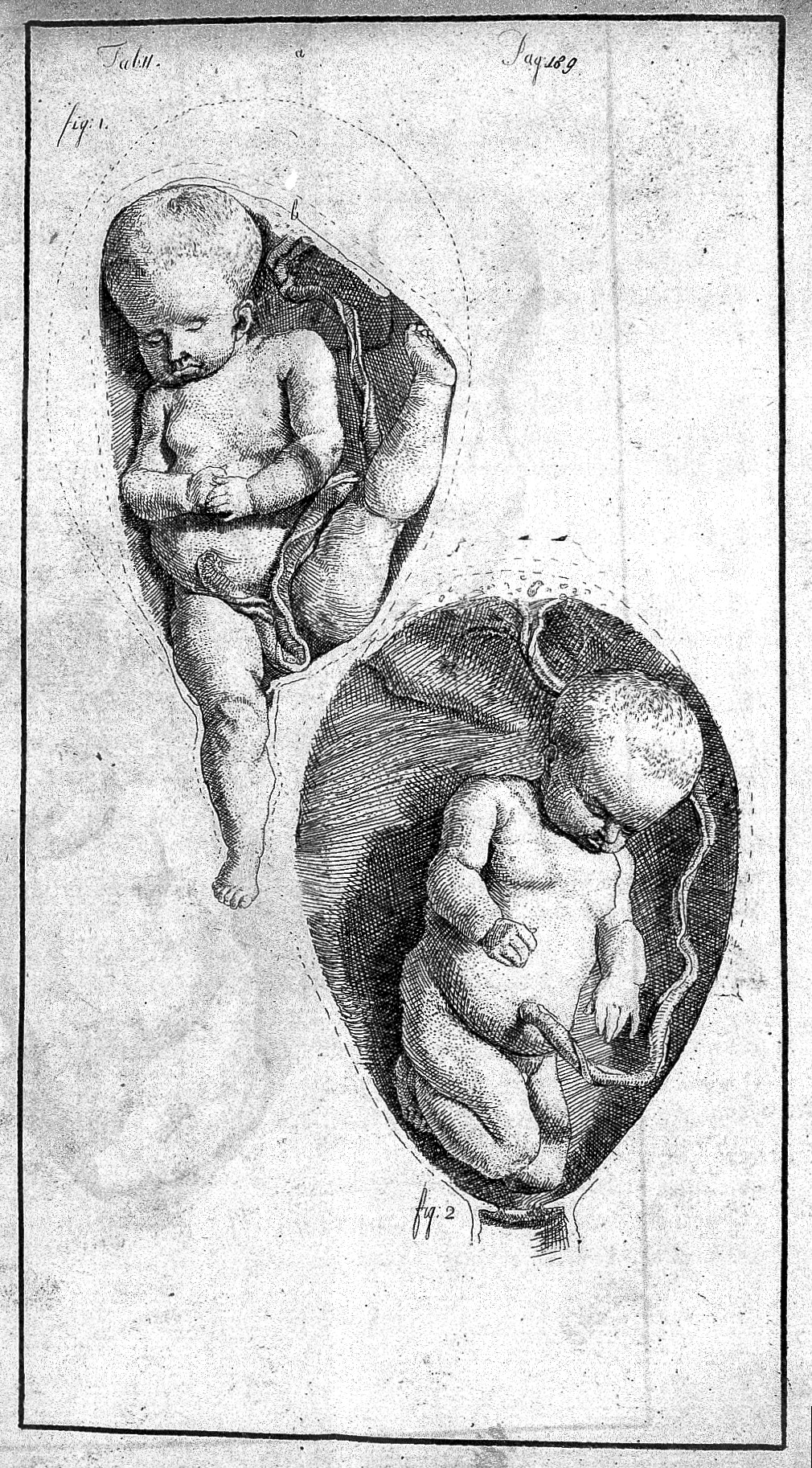
Illustration zu John Burton: Essays towards a Complete New System of Midwifery.

Dort sezierte er eine im Kindbett verstorbene Frau und fertigte Zeichnungen des Fötus an. Allerdings fehlt diesen ersten Versuchen die Präzision seiner späteren anatomischen Zeichnungen: dargestellt sind auf den Bildtafeln keine Föten, sondern eher ausgewachsene Säuglinge.
Diese Zeichnungen waren Grundlage für seine Illustrationen zu John Burtons „Essays towards a Complete New System of Midwifery“. Das Buch wurde 1751 veröffentlicht, ohne Stubbs als Autor der Bildtafeln zu nennen.
Nach seiner Rückkehr aus Italien mietete er das Haus in Lincolnshire, wo er von 1756 bis 1758 Pferde sezierte.
Nachdem die Pferde durch einen Schnitt in die Halsvene (vena jugularis) ausgeblutet waren, wurde ein flüssiges Wachs injiziert, um den Verlauf der Gefäße während des Sezierens besser zu erkennen. Der Kadaver wurde danach an einer Spezialkonstruktion an der Decke aufgehängt und Schicht für Schicht bis auf das Skelett seziert. Die einzelnen Arbeitsschritte wurden akribisch in Protokollen dokumentiert. Mit welchen Methoden er versuchte, den Verwesungsprozess zu verlangsamen, ist in seinen Aufzeichnungen nicht dokumentiert. Die Ergebnisse seiner Arbeit veröffentlichte er 1766 in seinem Buch „The Anatomy of the Horse“. Da die damals in London führenden Kupferstecher es ablehnten, auf der Grundlage seiner Zeichnungen Stiche anzufertigen, übernahm er diese Arbeit schließlich selbst, nachdem er autodidaktisch seine Kenntnisse des Kupferstichs perfektioniert hatte. Die Original-Zeichnungen gehören heute zum Bestand der Royal Academy of Arts.

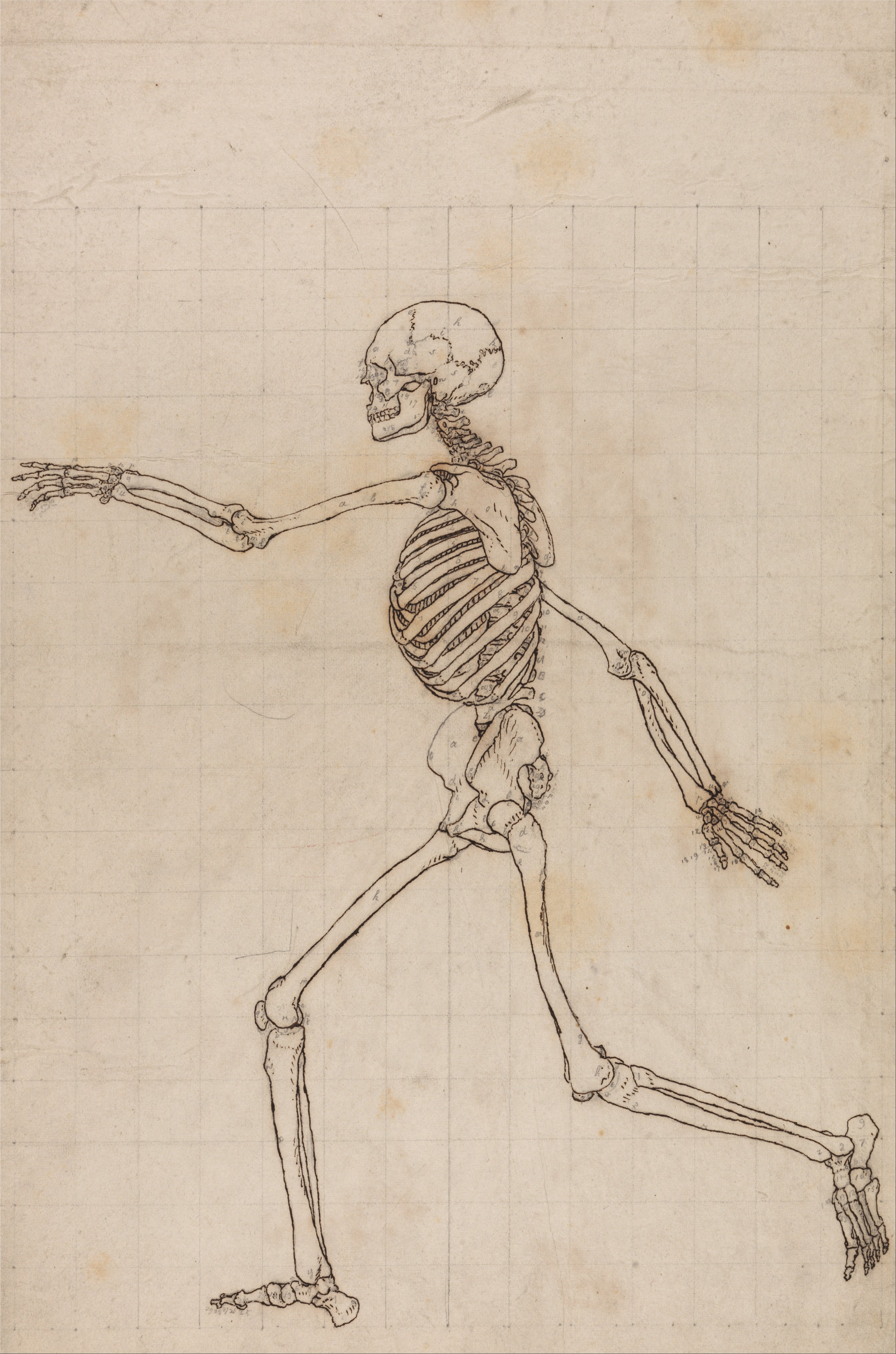
Zeichnung zu A Comparative Anatomical Exposition

Von 1804 bis 1806 wurde in London sein letztes, unvollendet gebliebenes Werk „Comparative Anatomical Exposition of the Structure of the Human Body with that of a Tiger and the Common Fowl“ veröffentlicht. Derartige vergleichenden anatomischen Untersuchungen waren im Zeitalter der Aufklärung nicht ungewöhnlich. Geplant waren ursprünglich 60 Bildtafeln und Begleittexte in Englisch und Französisch. Als Stubbs 1806 starb, war zwar der Text geschrieben und alle Vorzeichnungen vorhanden, aber erst die Hälfte der Bildtafeln gestochen.
Die Zeichnungen im Format 54,6 × 40,6 cm verblieben bis 1817 im Besitz seiner Frau, wurden nach ihrem Tod verkauft und wechselten mehrmals den Besitzer, von denen einer die Zeichnungen auf Karton aufziehen ließ. 1863 gelangten sie in die Worcester Public Library, wo man sie vergaß und erst 1957 wiederentdeckte.
1980 erwarb Paul Mellon die Zeichnungen und das Manuskript für das Yale Center for British Art, wo sie restauriert und in den ursprünglichen Zustand zurückgeführt wurden.

## Werke (Auswahl)

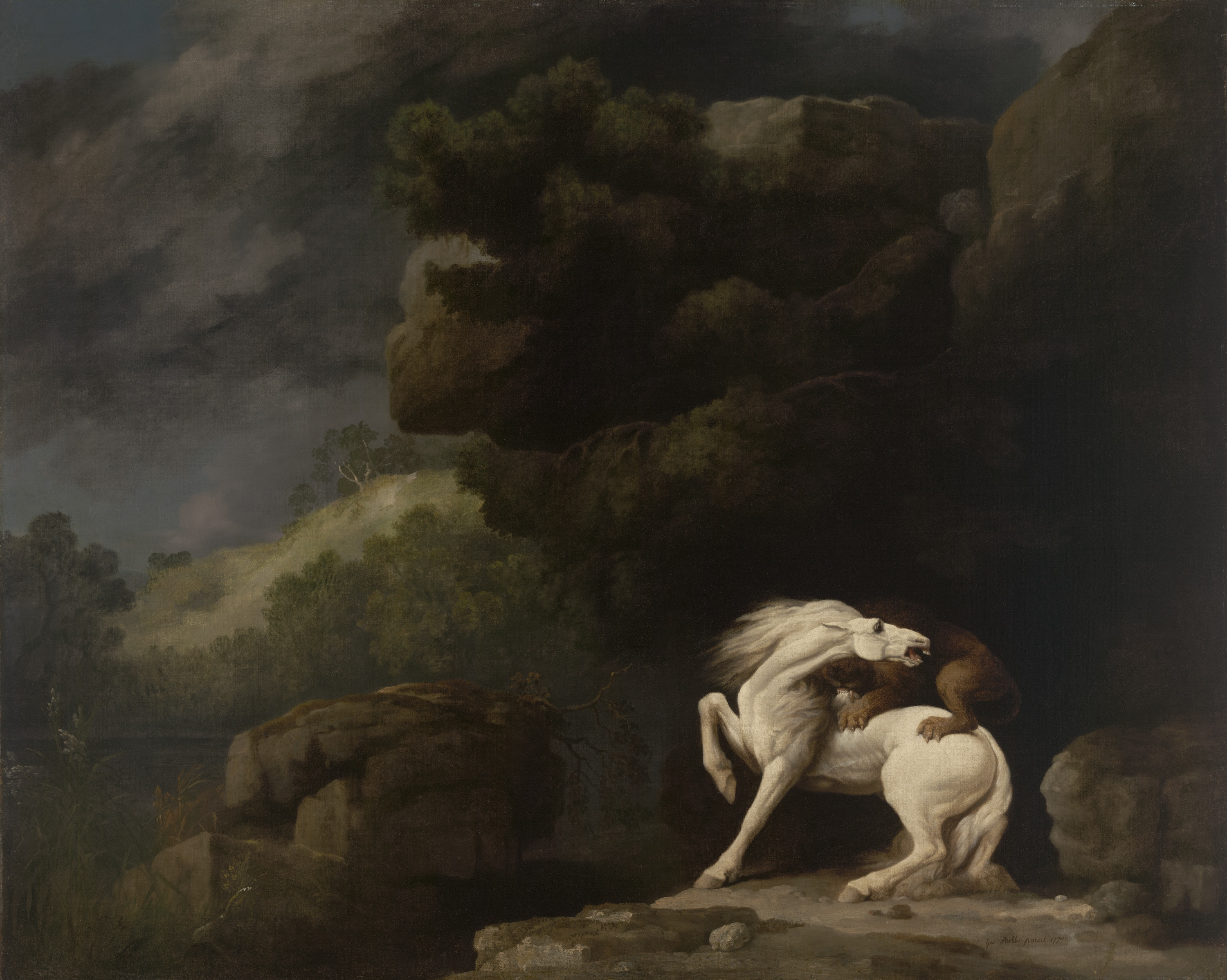
A Lion Attacking a Horse, 1770, Yale University Art Gallery

- Hound Coarsing a Stag, um 1762, Philadelphia Museum of Art, Philadelphia, Pennsylvania, USA.
- Gimcrack mit einem Reitknecht auf Newmarket Heath, 1765, Privatsammlung.
- A Cheetah and a Stag with Two Indian Attendants, 1765, Manchester Art Gallery, Manchester, England.
- The Milbanke and Melbourne Families um 1769, National Gallery, London.
- Whistlejacket, National Gallery, London.
- Newmarket Heath, with a Rubbing-down House, um 1765, Yale Center for British Art
- Horse Frightened by a Lion, Walker Art Gallery, Liverpool.
- Lions and a Lioness with a Rocky Background, 1776, Victoria and Albert Museum, London.
- The Marquess of Rockinham's Arabian Stallion, 1780, Scottish National Gallery, Edinburgh.
- Horse in the Shade of a Wood, 1780, Tate Gallery London.
- Leopards at Play, 1780, Tate Gallery London.
- Portrait of a Young Gentleman Out Shooting, 1781, Tate Gallery London.
- A Gentleman driving a Lady in a Phaeton 1787, National Gallery, London.
- The Prince of Wales's Phaeton, 1793, Royal Collection Trust.
- William Anderson with two Saddle-Horses, 1793, Royal Collection Trust.

## Schriften
- The Anatomy of the Horse. London 1766.
- A Comparative Anatomical Exposition... [Unvollendet] 1804–1806.

Sein letztes Werk zur Anatomie, an dem er bis zu seinem Tod arbeitete, war die Comparative Anatomical Exposition of the Structure of the Human Body, with that of a Tiger and Common Fowl und für das er bereits rund 100 Zeichnungen und 18 Kupferstiche angefertigt hatte. Er konnte das Werk jedoch nicht mehr für den Druck fertigstellen. Eine Gesamtausgabe seiner Illustrationen zu Fachbüchern zur Anatomie wurde 1950 unter dem Titel The Anatomical Works of George Stubbs von Terence Doherty herausgegeben.

## Ausstellungen
- 1999: George Stubbs in the Collection of Paul Mellon. A Memorial Exhibition. Yale Center für britische Kunst, New Haven, Connecticut, USA; 2000: Virginia Museum of Fine Arts. Richmond, Virginia, USA
- 2006/07: George Stubbs. A Celebration. Ausstellung Walker Art Gallery, Liverpool; Tate Britain, London;  Frick Collection, New York[8]
- 2012: George Stubbs. 1724–1806. Science into Art. Ausstellung in der Neuen Pinakothek, München.[9][10]
- 2015: Paintings by George Stubbs from the Yale Center for British Art. Metropolitan Museum of Art, New York[11]
- 2020: George Stubbs: de man, het paard, de obsessie. Mauritshuis, Den Haag, 20. Februar – 1. Juni 2020.[12]